# In between the gap
In between the gap is een artistiek kunstwerk in Amsterdam Nieuw-West. Het is toegepaste kunst.
Het is een vogelkijkhut ontworpen door de Griekse Dimitra Chrysovergi, student aan de Gerrit Rietveld Academie. Het maakt deel uit van een drietal vogelkijkhutten, de andere zijn 270 degrees en Amfibion (ze staan ver uit elkaar). De drie, gekozen uit een totaal van negen ontwerpen, staan verspreid aan de westrand van de Tuinen van West, ze bieden alle drie uitzicht op wetlands. Deze vogelhut bestaat uit een betonnen koker, die een uiteinde open is en in dak en één zijmuur een open strook heeft. De bedoeling van de kunstenaar was om de kijker het gevoel te geven dat hij/zij zich in de open lucht bevindt en tegelijkertijd afgeschermd van het gebied waar de vogels zitten en zwemmen. De betonnen koker wordt gedragen door een stalen constructie, die na verloop van tijd zal gaan roesten waardoor dit deel meer in de natuur opgaat. De betonnen koker lijkt willekeurig in het landschap geplaatst.
De vogelhut kijkt uit over nat gebied De Roerdomp, dat in de westelijke punt van de Tuinen van West speciaal is uitgegraven door Rijkswaterstaat ter compensatie van nat gebied (De Kluut) dat werd opgeofferd ten behoeve van de Rijksweg 5/Westrandweg. 

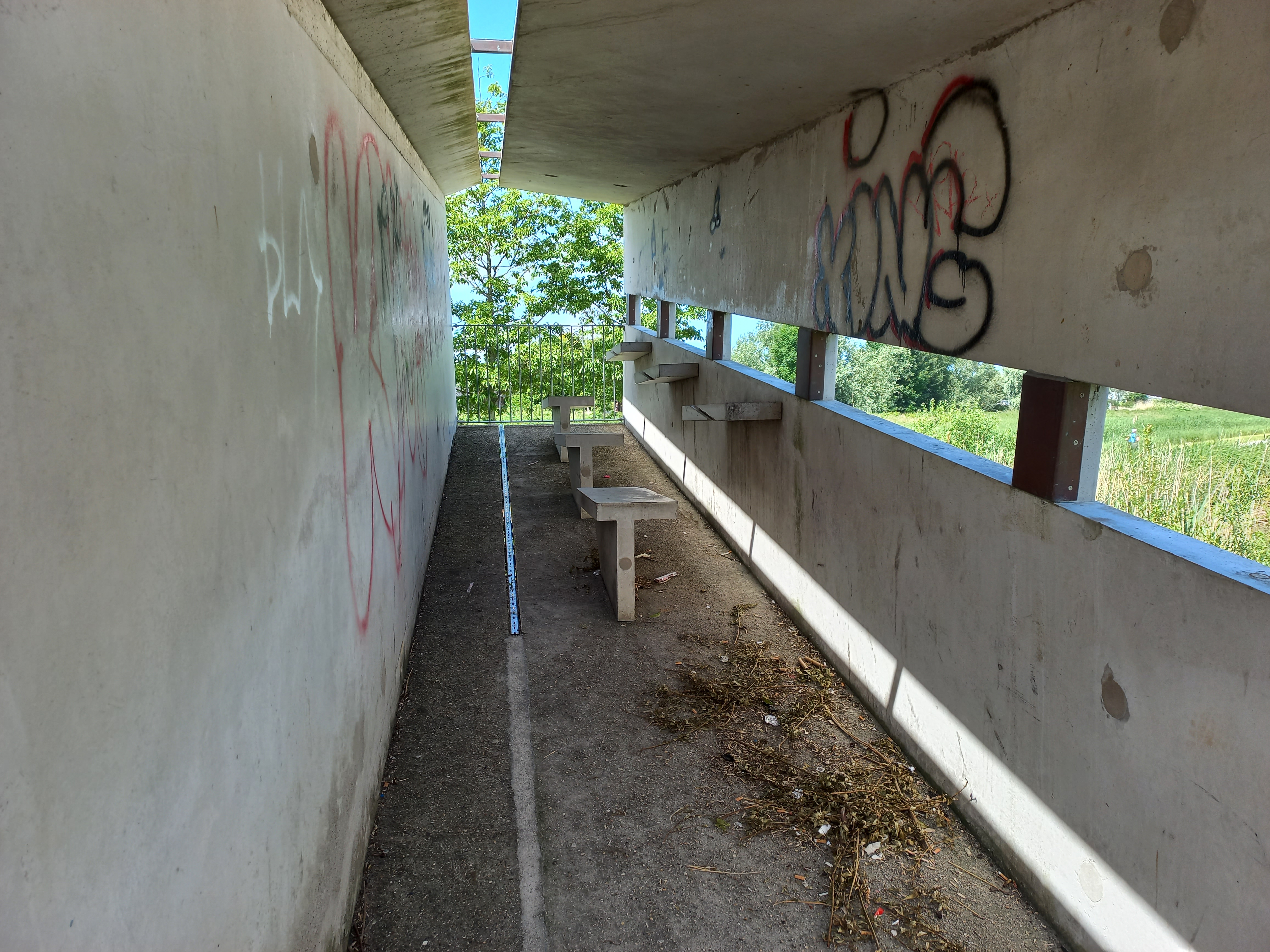
In between the gap binnen (juni 2022)

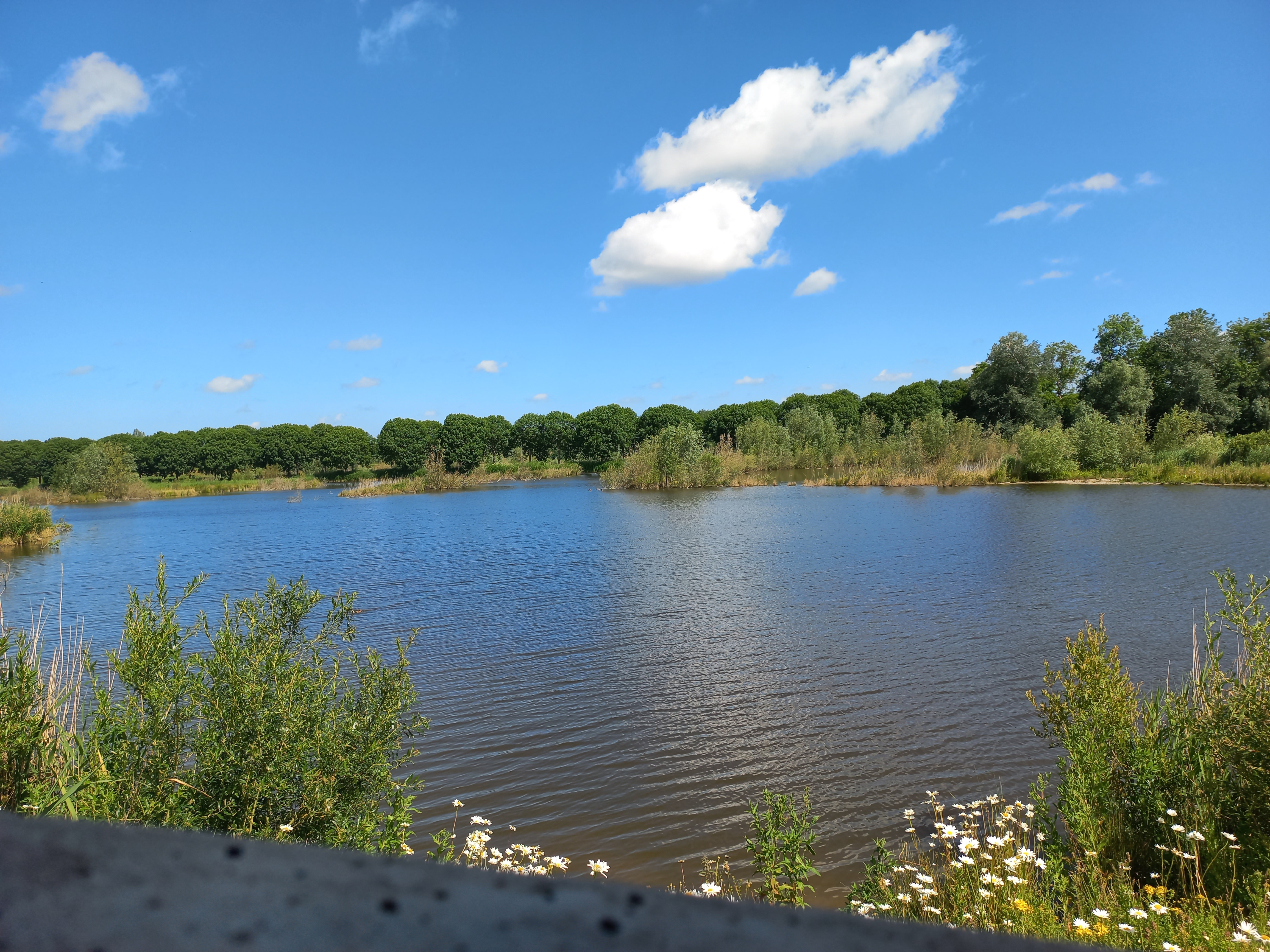
Vogels hebben het beter (juni 2022)